# Sarangai járás

A Sarangai járás a Nyizsnyij Novgorod-i területen

A Sarangai járás (oroszul Шарангский район) Oroszország egyik járása a Nyizsnyij Novgorod-i területen. Székhelye Saranga.

## Népesség
- 1989-ben 14 985 lakosa volt, melyből 12 242 orosz, 2 001 mari, 51 ukrán, 18 tatár, 13 csuvas, 6 mordvin.
- 2002-ben 13 743 lakosa volt, melynek 81,5%-a orosz, 17,4%-a mari.
- 2010-ben 12 450 lakosa volt, melynek 81,7%-a orosz, 16,7%-a mari.